# Antônio Francisco Azeredo
História
Antônio Francisco Azeredo (Cuiabá, 22 de agosto de 1861 - Rio de Janeiro, 8 de março de 1936) foi um  político e jornalista brasileiro.
Fundou, no Rio de Janeiro, o Diário de Noticias que, tendo como redator principal Rui Barbosa, exerceu grande influência na campanha que precedeu a queda da monarquia no Brasil.

## Biografia
Filho de Antônio Francisco de Azeredo, filho de Ozeias Francisco de Azeredo e de Blandina de Figueiredo Azeredo. Casou-se com Bernardina Guimarães de Azeredo e teve três filhos, Léa Azeredo da Silveira, Paulo de Azeredo e Nair de Azeredo Montagnes. 
Oriundo de família sem posses, ainda jovem colaborou em jornais de Cuiabá. Iniciou os estudos no Liceu da capital mato-grossense e posteriormente seguiu para o Rio de Janeiro, onde ingressou na Escola Militar. Abandonou, porém a formação militar, ingressou na Escola Politécnica, e a partir de então vinculou-se definitivamente ao jornalismo. Era republicano e abolicionista.
O início de sua trajetória política coincidiu com a instalação da República. Eleito em 15 dezembro de 1890 deputado constituinte pelo Partido Republicano criado em Mato Grosso por Generoso Ponce, tomou posse quando da instalação do Congresso Nacional Constituinte, em 15 de novembro seguinte, e participou dos trabalhos de elaboração da Constituição de 1891. Após encerrar o mandato em 1893, bacharelou-se pela Faculdade de Direito do Rio de Janeiro, em 1895.
Ao ser eleito senador em 1897, iniciou uma longa permanência no Senado, que se estenderia por três décadas. Durante as crises políticas mais graves ocorridas em Mato Grosso, utilizou-se da tribuna do Senado com o claro objetivo de defender seus correligionários, entre os quais se destacava Generoso Ponce. De modo geral, lançava mão de seu prestígio político, dos periódicos sob seu controle e das relações com o Poder Executivo federal para manter e ampliar sua base política no estado.
Era amigo do líder político gaúcho Pinheiro Machado, com quem fundou em 1910 o Partido Republicano Conservador (PRC). Tornou-se membro da comissão executiva do partido e uma de suas figuras mais importantes. Em Mato Grosso, o partido foi criado em 1911. Nesse mesmo ano o senador Azeredo influiu decisivamente na eleição para o governo do estado de Joaquim Costa Marques, que também contava com o apoio de Ponce.
Com a morte de Joaquim Murtinho em 1911, Antônio Azeredo não tinha rivais em se tratando de conexões entre o Poder Executivo federal e Mato Grosso. Mesmo levando-se em conta a participação de lideranças locais na conformação do quadro político estadual, sua capacidade de influir na composição das chapas para os cargos eletivos mais importantes era expressiva, e não poucas vezes o jogo político do estado foi decidido na capital federal.

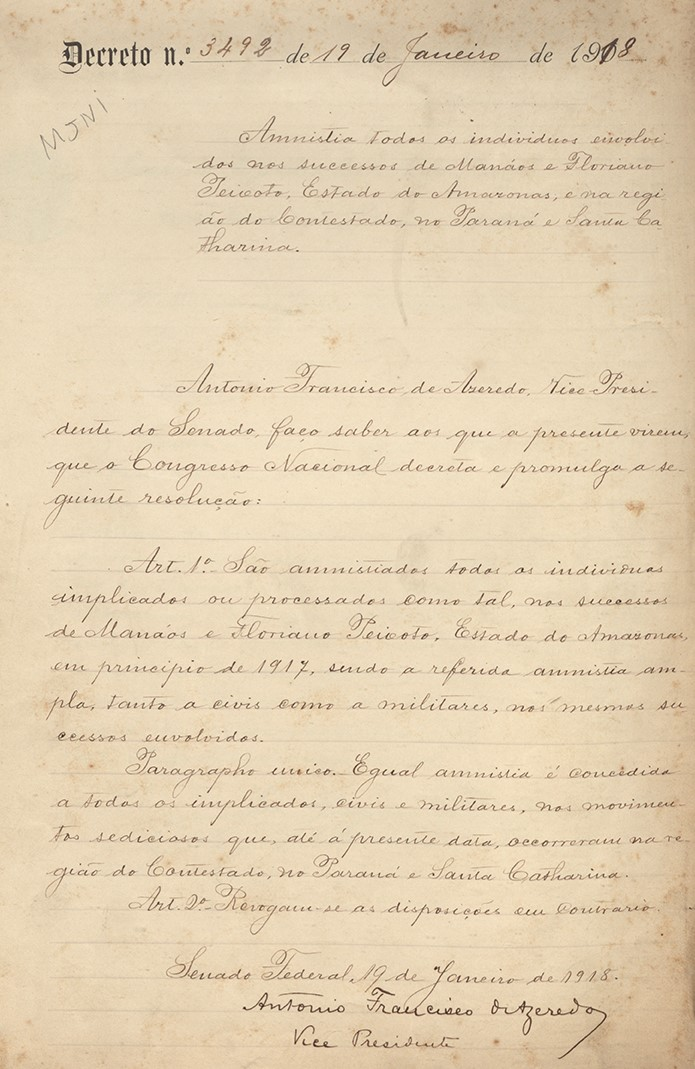
Azeredo assinou o decreto do Senado Federal que anistiou os envolvidos no Contestado, 1918.

Após o falecimento Pinheiro Machado, com quem mantinha relações muito próximas, Azeredo assumiu a vice-presidência do Senado, entre 1915 e 1930. Em 1915 apoiou a candidatura do general Caetano de Albuquerque ao governo de Mato Grosso. O nome do militar foi apresentado pelo PRC, não deixando chance para a oposição. No entanto, as relações de Caetano de Albuquerque com o PRC dirigido pelo senador Azeredo foram aos poucos se deteriorando, e isso tornou mais difícil sua gestão, considerando que o partido tinha a maioria na Assembleia Legislativa. O problema central residiu na distribuição dos cargos no governo, ou seja, na preterição de nomes sugeridos pelo PRC em favor de oposicionistas pertencentes ao Partido Republicano Mato-Grossense (PRMG) chefiado por Pedro Celestino. Interferindo diretamente na questão, Antônio Azeredo obteve do presidente Venceslau Brás o acatamento ao pedido de intervenção federal em Mato Grosso, apresentado em 1917.
Antônio Azeredo tipifica exemplarmente o representante político que utilizava com frequência sua capacidade de influir nas questões internas de seu estado agindo a partir do Rio de Janeiro. Não sem razão foi durante a Primeira República o único parlamentar de Mato Grosso a participar do restrito grupo responsável pela discussão e a indicação de possíveis nomes para a presidência da República. Além de suas atividades no campo político, atuou fortemente na imprensa. Foi fundador da Gazeta da Tarde e do jornal Diário de Notícias e responsável pela redação dos dois periódicos. Foi também proprietário do O Malho e A Tribuna, sendo que desta última foi redator chefe.
Tendo perdido o mandato com a vitória da Revolução de 1930, que dissolveu os órgãos legislativos do país, partiu para o exílio na Europa.
Faleceu no Rio de Janeiro, então Distrito Federal, no dia 8 de março de1936.
Publicou Voto divergente da Comissão de Constituição e Diplomacia sobre o Tratado de Petrópolis (1904), A situação de Mato Grosso (1916), Discursos parlamentares (1925), Resposta ao senador Epitácio Pessoa sobre a sucessão presidencial e nomeação de juiz seccional de Mato Grosso (1926) e Invasão paraguaia em Mato Grosso.

.FONTE: João Edson Fanaia, Azeredo, Antonio, CPDOC Fundação Getúlio Vargas, Rio de Janeiro

Proclamada a República, foi eleito deputado e mais tarde senador federal, representando Mato Grosso.
Antônio Francisco Azeredo e Rui Barbosa mantinham laços de apreço, como demonstra carta escrita por Azeredo em agosto de 1909.